# Jean V de Bueil

Armas de Bueil.

Jean V de Bueil (1406 – 1477), apodado le Fléau des Anglais ("plaga de los ingleses"), fue un noble y militar francés de la época de la guerra de los Cien Años.
Hijo de Jean IV de Bueil y Margarete (delfina de Auvernia), tenía los títulos de conde de Sancerre, vizconde de Carentan y señor de Montrésor, Aubijoux, Château-la-Vallière, Courcillon, Saint-Calais, Vaujours, Ussé y Vailly-sur-Sauldre. 
Fue uno de los compañeros de Juana de Arco, participando con ella en la campaña de 1429 que culmina con el exitoso asedio de Orleans y acompañando al delfín Carlos durante su coronación en Reims. 
En su carrera militar llegaría a tener los grados de capitán (Tours 1428), capitán general (Anjou y Maine, a finales de la década de 1430), Almirante de Francia (asedio de Cherburgo 1450) y Gran Maestre de los Ballesteros del Reino. 
Es el autor del relato semiautobiográfico Le Jouvencel (escrito en 1461-1466), obra en la que describe dicho asedio.
- Datos: Q719440
- Multimedia: Jean V de Bueil / Q719440